# Endocellion
Endocellion là một chi thực vật có hoa trong họ Cúc (Asteraceae).

## Loài
Chi Endocellion gồm các loài: